# Joan de Castellnou
Joan de Castellnou, auch Joan de Castelnou oder Joan de Castelnau war ein katalanischer Dichter des 14. Jahrhunderts aus dem Roussillon. Er war um 1341 vermutlich einer der sieben Troubadoure, die den Dichterwettbewerb der Jocs Florals (‚Blumenspiele‘) von Toulouse durchgeführt haben.
Joan de Castellnou war der Verteidiger von den Leys d’amors, den Richtlinien für die Liebesdichtung. Er war der Autor von zwei prosaischen Abhandlungen:

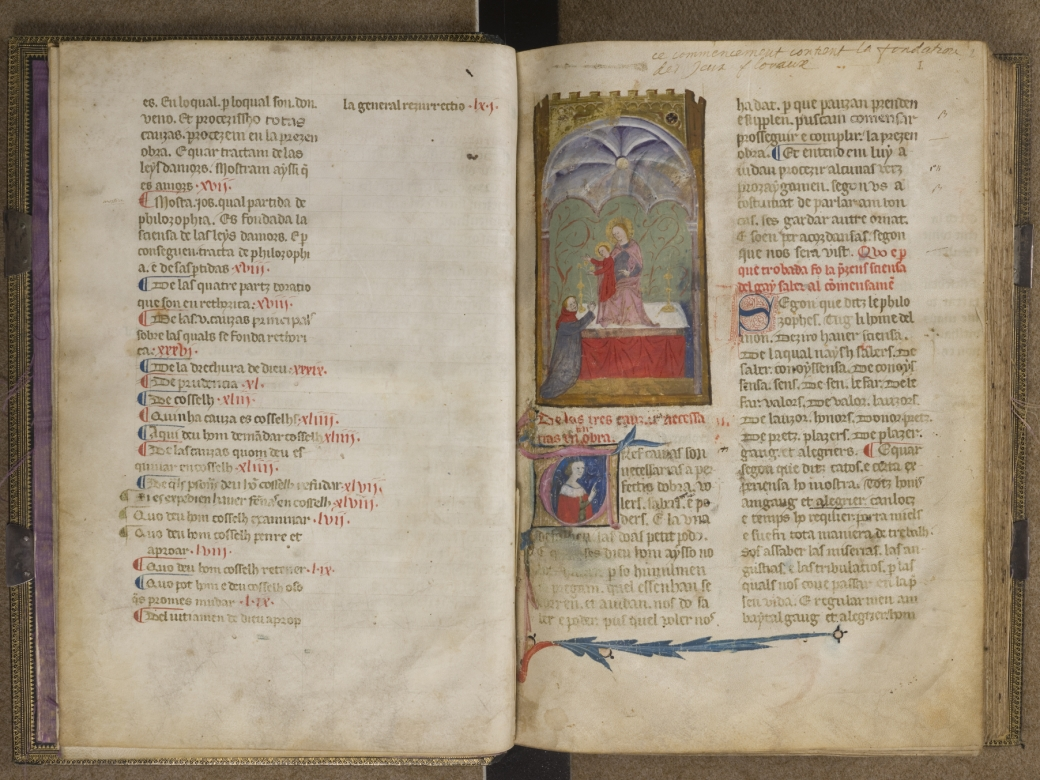
Die Leys d’amor

- Compendi de la conexença dels vicis que’s podon esdevenir en los dictats del Gay Saber (eine Art Zusammenfassung der Leys d’amors, die Dalmau Rocaberí gewidmet waren; aus dem Jahr 1341)
- Kritischer Kommentar zu Doctrinal de trobar von Raimon de Cornet zur Lehre der Troubadourdichtung aus dem Jahr 1324, der dem Infante Pere, Sohn von Jaume II. von Katalonien-Aragon gewidmet war

Darüber hinaus sind 11 Dichtungen von einer virtuosen Rhetorik aller Themen der Schule von Toulouse erhalten.